# لی اون هیونگ
لی اون هیونگ (کره‌ای: 이은형؛ زادهٔ ۹ مارس ۱۹۸۳) بازیگر اهل کره جنوبی است. او در مجموعه‌های تلویزیونی از جمله پادام پادام، نسل الهام بخش، افسانه نوکدو و زنی در پشت نقاب ایفای نقش کرده است.